# Casa al carrer del Doctor Porta (la Secuita)
La casa al Carrer del Doctor Porta és un edifici al nucli de la Secuita (Tarragonès) inclòs a l'Inventari del Patrimoni Arquitectònic de Catalunya. Casa de planta baixa i pis més terrat. Es troba en bon estat, arrebossada i pintada. A la part inferior de la façana hi ha un alt sòcol de pedra, fet de lloses irregulars. Les obertures presenten simetria en la seva disposició : la porta d'entrada, lleugerament trevolada, amb una obertura a banda i banda en arc de mig punt (la de l'esquerra és una porta); tres balcons al pis amb baranes de ferro forjat, la central de forma també trevolada. Tant la porta com els tres balcons són emmarcats en llur part superior per una motllura de formes modernista. Adossat hi ha un altre cos o casa, més modern, amb teulada a un vessant; a la part baixa hi ha un sòcol igual que el de l'altre cos que també es perllonga en la tanca del jardí que ve a continuació. Les obertures són emmarcades per rajola vista, com els caires dels dos cossos de la casa. El jardí se situa en un costat i per tota la part posterior.